# Pteronemobius binnali
Pteronemobius binnali is een rechtvleugelig insect uit de familie krekels (Gryllidae). De wetenschappelijke naam van deze soort is voor het eerst geldig gepubliceerd in 1983 door Daniel Otte en Richard D. Alexander.
Deze soort komt voor aan de kust van noordelijk Queensland. De typelocatie is Ingham. De wijfjes zijn de grootste Pteronemobius-soort in Australië, met een lichaamslengte van ca. 8 mm.